# 長島・大野・常松法律事務所
長島・大野・常松法律事務所（ながしま・おおの・つねまつほうりつじむしょ、Nagashima Ohno & Tsunematsu、NO&T）は、日本の法律事務所。いわゆる日本の「四大法律事務所」の一つに数えられるローファームである。

## 概要
所属弁護士数は603人（2024年（令和6年）1月末現在）で、日本の法律事務所としては所属弁護士数第5位である。
2000年1月1日に、長島･大野法律事務所と常松簗瀬関根法律事務所が統合して設立された。いずれも沿革的には渉外事務所として知られる。
長島・大野法律事務所は、1960年代半ばから渉外法務に携わるようになり、以後、渉外事務所として発展し、国内企業法務の需要拡大とともに大規模化して大手渉外事務所の1つとして知られるようになった。
一方、常松関根簗瀬法律事務所は、設立当時から渉外事務所であったブレークモア法律事務所から独立して設立されたものであり、渉外金融法務において高名な金融ブティックであった。
国内の拠点は東京のみであるが、2010年9月には、米国ニューヨークのMasuda Internationalを引き継いでニューヨーク事務所（Nagashima Ohno & Tsunematsu NY LLP）を開設し、さらに10月からは、従前より協力関係にあったアレンズ・アーサー・ロビンソン法律事務所（en:Allens Arthur Robinson）（本部：シドニー）と、オーストラリア及び東南アジア（シンガポールとマレーシアを除く。）における法律業務について提携を開始し、同年12月にはやはり従前から協力関係にあった中倫律師事務所（本部：北京）と、中国および日本における法律業務について提携を開始した。
企業法務、特に税務訴訟や独占禁止法などに強みを持つ。
2019年には、リーガルテックベンチャー「MNTSQ」に対し8億円の出資をした上で業務提携を開始し、同社の提供するプロダクトを所内の法務デュー・ディリジェンス業務において実際に利用するなど、日本国内でいち早くリーガルテックや法務サービスの自動化に取り組んでいる。。

## 沿革
- 1955年1月　所沢道夫法律事務所が（前月に閉鎖した日本橋蛎殻町から）日本橋室町3丁目の加嶋高館ビルに移転。
- 1960年8月　所沢道夫法律事務所が（前月に閉鎖した日本橋室町3丁目から）銀座の東京中小企業会館に移転。
- 1961年1月1日　所沢道夫法律事務所が、ボス弁であった所沢道夫とイソ弁であった長島安治、大野義夫及び福井富男の計4名からなる所沢・長島法律事務所に改組。
- 1965年頃 虎屋ビルに移転。
- 1968年　所沢・長島法律事務所が、長島・大野法律事務所（Nagashima & Ohno）に改称。
- 1989年 虎屋ビルからJCII一番町ビルに移転。
- 1993年 紀尾井町ビルに移転[4]。
- 1996年7月 シンガポール事務所を開設。
- 1999年3月 シンガポール事務所を閉鎖。
- 2000年1月1日　常松関根簗瀬法律事務所を統合して、長島・大野・常松法律事務所に改称。
- 2007年5月1日　あさひ法律事務所国際部門（現西村あさひ法律事務所）から独立した桝田淳二らによる桝田国際法律事務所（Masuda International）と提携開始。
- 2010年9月1日　Masuda Internationalを統合してニューヨーク事務所（Nagashima Ohno & Tsunematsu NY LLP）に改組。
- 2010年10月1日　アレンズ・アーサー・ロビンソン法律事務所（Allens Arthur Robinson）との提携開始。
- 2010年12月　中倫律師事務所（中伦律师事务所）との提携開始。
- 2013年1月　シンガポール事務所（Nagashima Ohno & Tsunematsu Singapore LLP）を開設。
- 2014年4月　バンコクオフィス（Nagashima Ohno & Tsunematsu (Thailand) Co., Ltd.）を開設。
- 2014年6月　ホーチミンオフィス（Nagashima Ohno & Tsunematsu HCMC Branch）を開設。
- 2014年11月　上海オフィスを開設。
- 2015年4月　ハノイオフィスを開設。
- 2015年　東京オフィスを紀尾井町ビルから丸の内JPタワーに移転。
- 2019年　MNTSQ株式会社に出資、業務提携を開始。

常松簗瀬関根法律事務所
- 1950年8月1日 トーマス・L・ブレークモア（Thomas Lester Blakemore）、第1種外国弁護士資格者として、中央区京橋にブレークモア法律事務所（Blakemore & Mitsuki）を設立。後に、千代田区内幸町の旧富国生命ビルに移転。
- 1960年 千代田区内幸町の飯野ビルに移転。
- 1963年？　パートナーシップ体制に改組。
- 1987年1月1日 ブレークモア法律事務所から常松健、簗瀬捨治及び関根攻らが独立して、千代田区内幸町の日比谷国際ビルに、ブレークモア法律事務所日比谷分室（Blakemore and Mitsuki Hibiya Annex）を設立。
- 1988年 ブレークモア法律事務所日比谷分室が常松簗瀬関根法律事務所（Tsunematsu Yanase & Sekine）に改称。

## 主要案件
- ルノーによる日産自動車買収（ルノーを代理）
- ライブドアによるニッポン放送買収防衛（フジテレビジョンを代理）
- 中村修二vs.日亜化学工業事件（高裁から日亜化学を代理）

## 書籍
- 長島・大野・常松法律事務所（編）『アドバンス 新会社法』（第2版、商事法務、2006年）
- 西村ときわ法律事務所（編）、長島・大野・常松法律事務所（編）、白石忠志『独占禁止法の争訟実務―違反被疑事件への対応』（商事法務、2006）
- 長島・大野・常松法律事務所（編）『M&Aを成功に導く法務デューデリジェンスの実務』（第2版、中央経済社、2009年）
- 長島・大野・常松法律事務所（編）『アドバンス 金融商品取引法』（商事法務、2009年）

## 所属弁護士等
代表社員
- 小林俊夫 代表社員、シニアカウンセル、東京大学大学院法学政治学研究科客員教授

マネージングパートナー
- 杉本文秀
- 井上広樹

パートナー
- 藤縄憲一
- 小林英明 元東京地検検事
- 神田遵 元東京大学非常勤講師
- 太田穣 元慶應義塾大学教授
- 田中昌利 早稲田大学教授、元東京高裁判事
- 三村量一 早稲田大学客員教授、元東京高裁判事
- 石黒美幸 元コロンビア大学客員教授、環太平洋法曹協会事務総長
- 服部薫 笹川平和財団理事
- 福原あゆみ 元横浜地検検事
- 池袋真実 慶應義塾大学法科大学院教授

オフカウンセル
- 桝田淳二

顧問
- 原壽 元東京大学経営協議会理事
- 吉田正之（元パートナー）元東京教育大学講師
- 伊藤眞 創価大学客員教授、東京大学名誉教授
- 糸田省吾 元公取委委員、同元事務総長
- 小田博 ロンドン大学法学部教授、欧州大学院大学（College d'Europe）教授
- 金子宏 東京大学名誉教授
- 松下満雄 東京大学名誉教授、成蹊大学名誉教授
- 岩村修二 元名古屋高検検事長
- 横田尤孝 元最高裁判所判事、元次長検事

シニアカウンセル
- 鳥羽衞 元東京国税局長
- 道垣内正人 早稲田大学教授、東京大学名誉教授

アソシエイト
- 板谷隆平　MNTSQ株式会社　設立者・CEO
- 市川瑛里子 世界銀行南アジア局専門官

過去
- 大野義夫（元パートナー）
- 角田愛次郎（元顧問）立命館アジア太平洋大学経営管理研究科教授
- 宮崎裕子（元パートナー）最高裁判所判事
- 渡邉惠理子（元パートナー）最高裁判所判事
- 山口真由（元アソシエイト）元財務事務官、東京大学首席総長賞
- 野島梨恵（元アソシエイト）新都心法律事務所弁護士
- 長島安治 （元オフカウンセル）長島安治法律事務所所長『Attorney's MAGAZINE（旧ロイヤーズマガジン）』（09年11月号）
- 馬場義宣 （元オフカウンセル）元最高検公安部長、元法務省保護局長
- 渡辺裕泰 （元顧問）日比谷パーク法律事務所顧問、元国税庁長官
- 小林昭彦（研修）福岡高等裁判所長官
- 三好幹夫（研修）元東京高等裁判所部総括判事、上智大学教授